# شهرداری بخش الیتاس
شهرداری بخش الیتاس (به لاتین: Alytus District Municipality) یک شهرداری در لیتوانی است که در شهرستان آلیتوس واقع شده‌است.

## خصوصیات
شهرداری بخش الیتاس ۱٬۴۰۴ کیلومترمربع مساحت و ۳۲٬۶۰۰ نفر جمعیت دارد.